# Jakob von Typsma
Jakob von Typsma (auch Jacob von Typsma, * 1608 in Harlingen; † 26. Juni 1672 in Leeuwarden) war ein niederländischer Mediziner.

## Leben
Jakob von Typsma wirkte Mitte des 17. Jahrhunderts als Arzt in Leeuwarden in der Provinz Friesland im Norden der Niederlande.
Am 21. Juli 1663 wurde Jakob von Typsma unter der Matrikel-Nr. 26 als Mitglied in die Academia Naturae Curiosorum, die heutige Deutsche Akademie der Naturforscher Leopoldina, aufgenommen.